# 陳洙 (嘉靖壬戌進士)
陳洙（1532年—1614年），字伯訓，號一水，福建福州府長樂縣人，明朝政治人物。

## 生平
嘉靖四十年（1561年）辛酉科福建鄉試第二十三名舉人。嘉靖四十一年（1562年）聯捷壬戌科會試第九十五名，二甲第六名進士。历官襄阳府知府，隆慶五年（1571年）正月升雲南按察司副使，万历三年（1575年）九月升贵州右参政，五年正月考察调简。
起复贵州右参政原职，二十一年（1593年）十月升云南按察使，二十三年二月升湖广右布政使，遷浙江左布政使，二十六年四月升南京光禄寺卿，二十七年九月因按臣曹楷论劾，以原任右布政降一级调用，三十三年七月南京科道拾遗，令致仕。卒年八十三。

## 家族
曾祖陳則安，武學教授 封戶部主事 贈按察司僉事；祖父陳時憲，進士、湖廣按察司僉事；父陳錠，南安府同知。嫡母林氏；生母丘氏。慈侍下。兄濟、涇。弟匯、濆。子祖武、祖仁、祖性、祖德、祖道（京衛經歷）。